# El Draguillo
El Draguillo ist eine kleine Ortschaft im Verwaltungsbezirk (Distrikt) Anaga der Stadt Santa Cruz de Tenerife im Nordosten der spanischen Insel Teneriffa.

## Lage
El Draguillo liegt am Nordrand des Anaga-Gebirges im äußersten Nordosten Teneriffas, etwa 5 km östlich der Ortschaft Taganana auf einer Höhe von etwa 180 m. Der Ort wird von den beiden Gräben des Barranco de las Casas und Barranco de las Quebradas begrenzt.

## Bevölkerung
Von den etwa 20 Häusern ist der Großteil nicht mehr dauerhaft bewohnt. Für 2022 werden nur noch 4 Einwohner angeführt.

## Infrastruktur

### Straßen
Etwa 3 km östlich von Taganana endet die Straße TF-134 in Benijo und es befinden sich dort einige Parkplätze. Ab hier ist El Draguillo über eine einspurige und für den motorisierten Verkehr gesperrte Straße erreichbar. Die großteils unbefestigte Straße weist zahlreiche Steigungen auf und ist nur teilweise mit Beton befestigt. Nach Niederschlägen besteht die Gefahr von Vermurungen im Bereich der zahlreich querenden Gräben.

### Wanderwege
In El Draguillo beginnen 2 Wanderwege (Caminos):
- Küstenweg PR-TF 6: dieser verläuft nach Osten zum Weiler Las Palmas und weiter zum Faro de Anaga und nach Roque Bermejo. Dieser Weg ist anfänglich sehr schmal und stellenweise ausgesetzt.
- Weg PR-TF 6: dieser steile Weg führt nach Südosten zum 660 m hohen Sattel Cruz del Draguillo und weiter nach Chamorga.